# 27 mai
ianuarie • februarie • martie  • aprilie  • mai  • iunie  • iulie  • august  • septembrie  • octombrie  • noiembrie  • decembrie
27 mai este a 147-a zi a calendarului gregorian și ziua a 148-a în anii bisecți. Mai sunt 218 zile până la sfârșitul anului.

## Evenimente

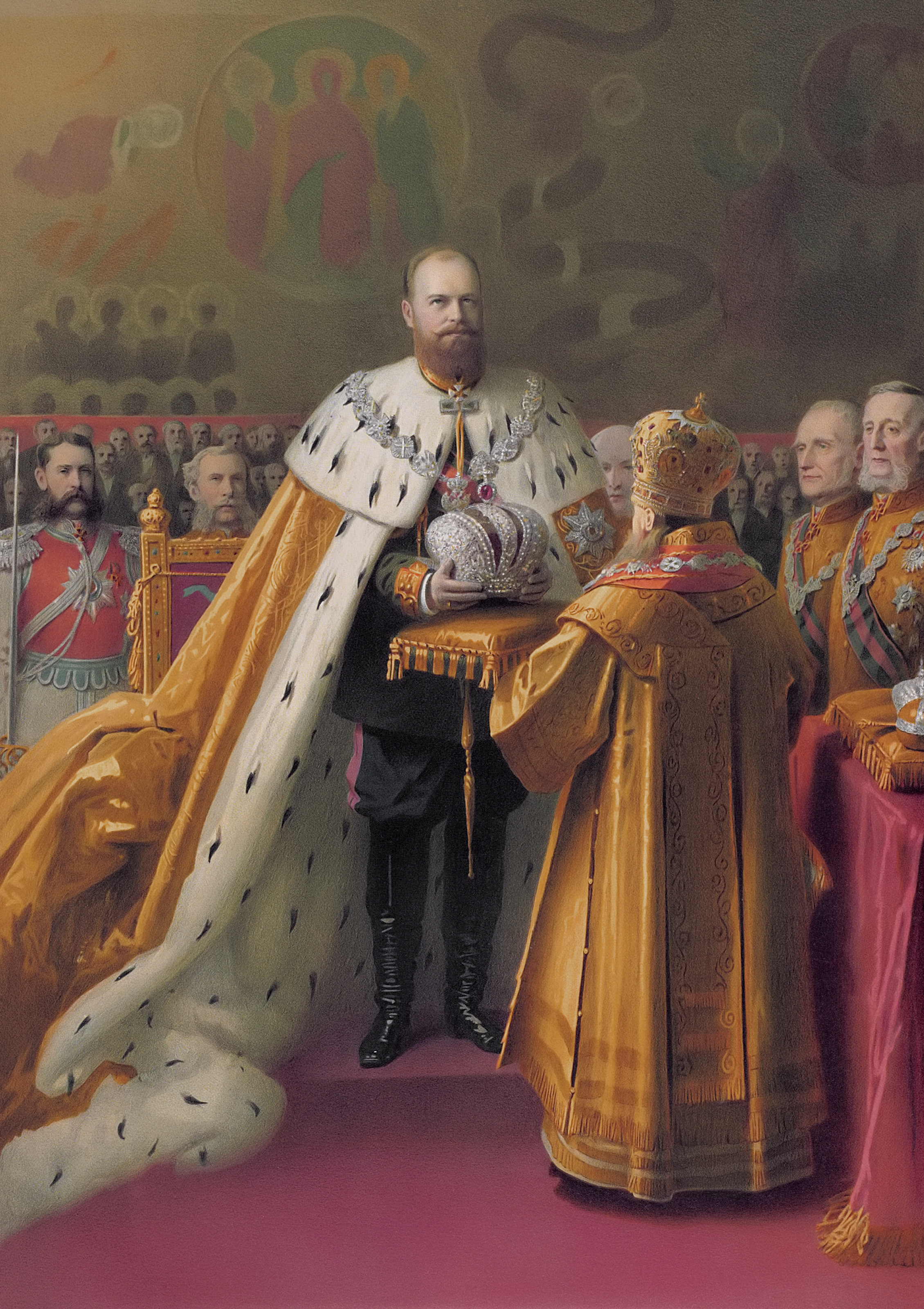
1883: Are loc încoronarea țarului Alexandru al III-lea al Rusiei

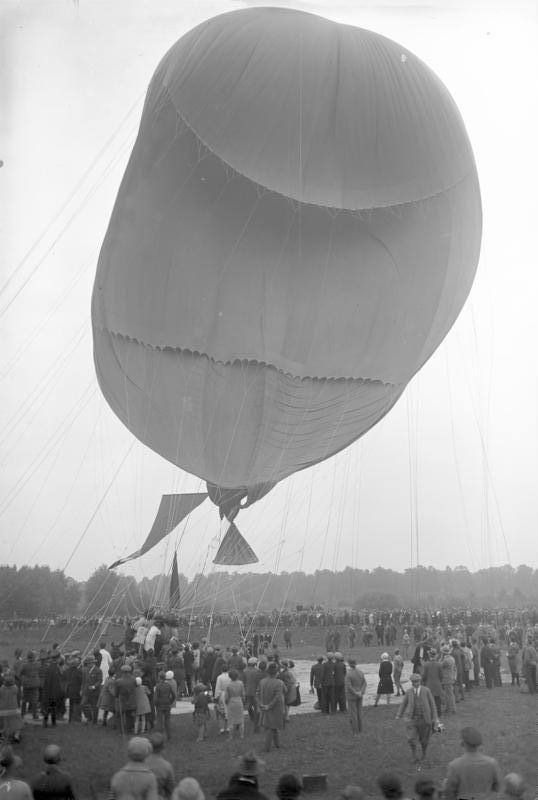
1931: Omul de știință elvețian Auguste Piccard și asistentul său au decolat din Augsburg, Germania, într-un balon cu hidrogen, și au atins o altitudine record de 15.781 metri. În timpul acestui zbor, ei au devenit primele ființe umane care au pătruns în stratosferă și au reușit să adune date substanțiale despre atmosfera superioară, precum și să măsoare razele cosmice.

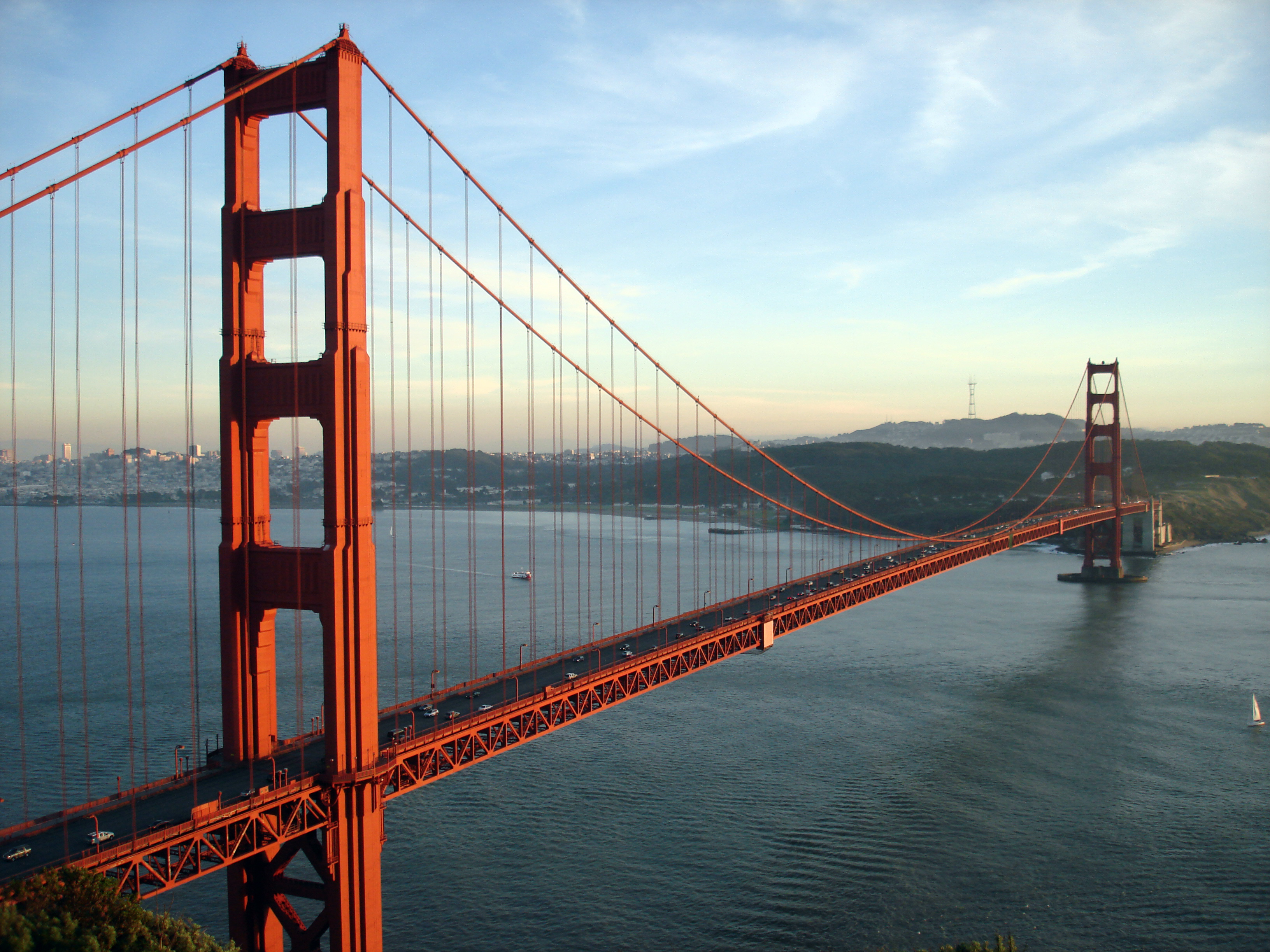
1937: A fost inaugurat Podul Golden Gate, la acea vreme fiind podul suspendat cu cea mai mare distanță între stâlpii de susținere din lume.

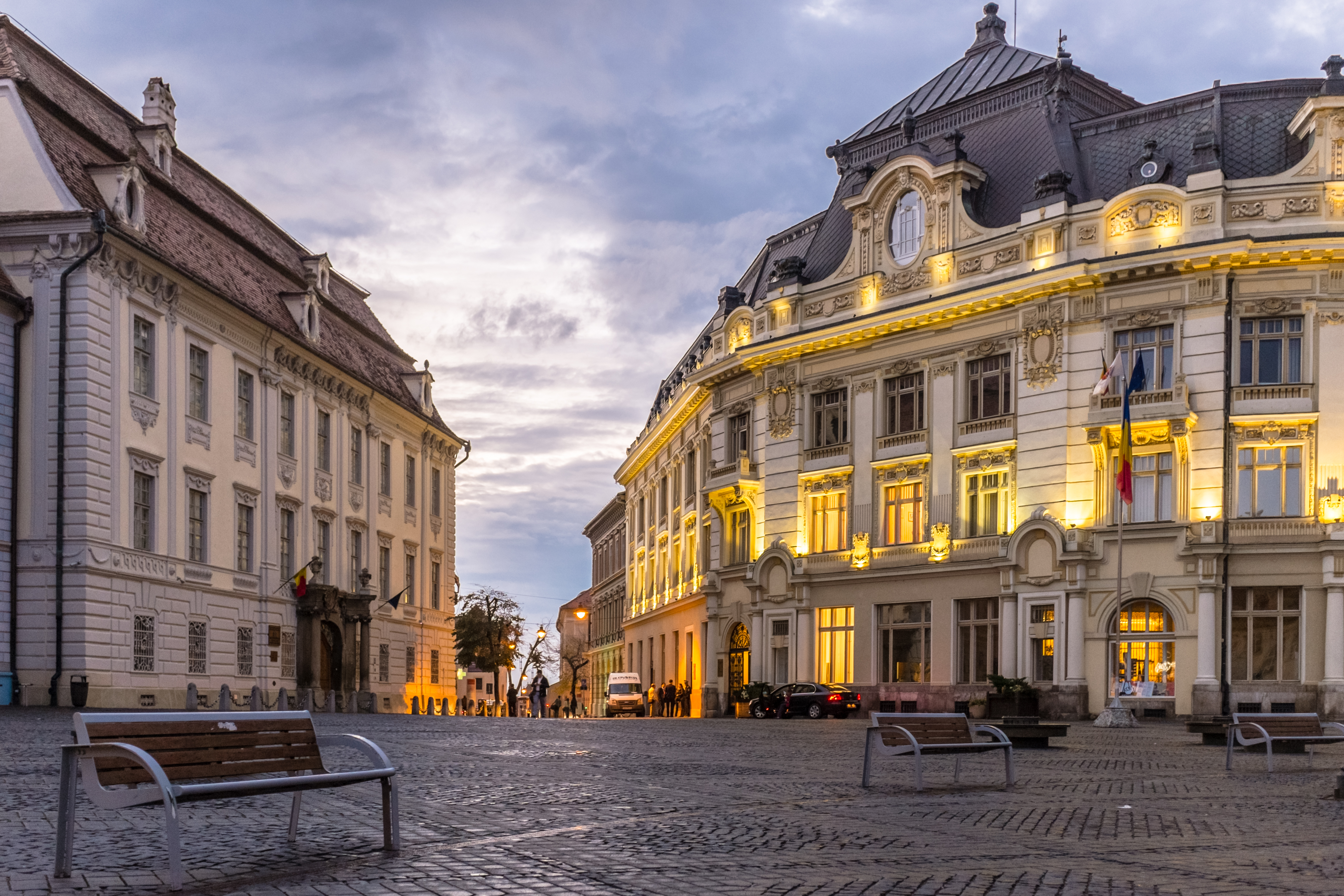
2004: Orașul Sibiu a fost desemnat drept „capitală europeană a culturii" pentru anul 2007

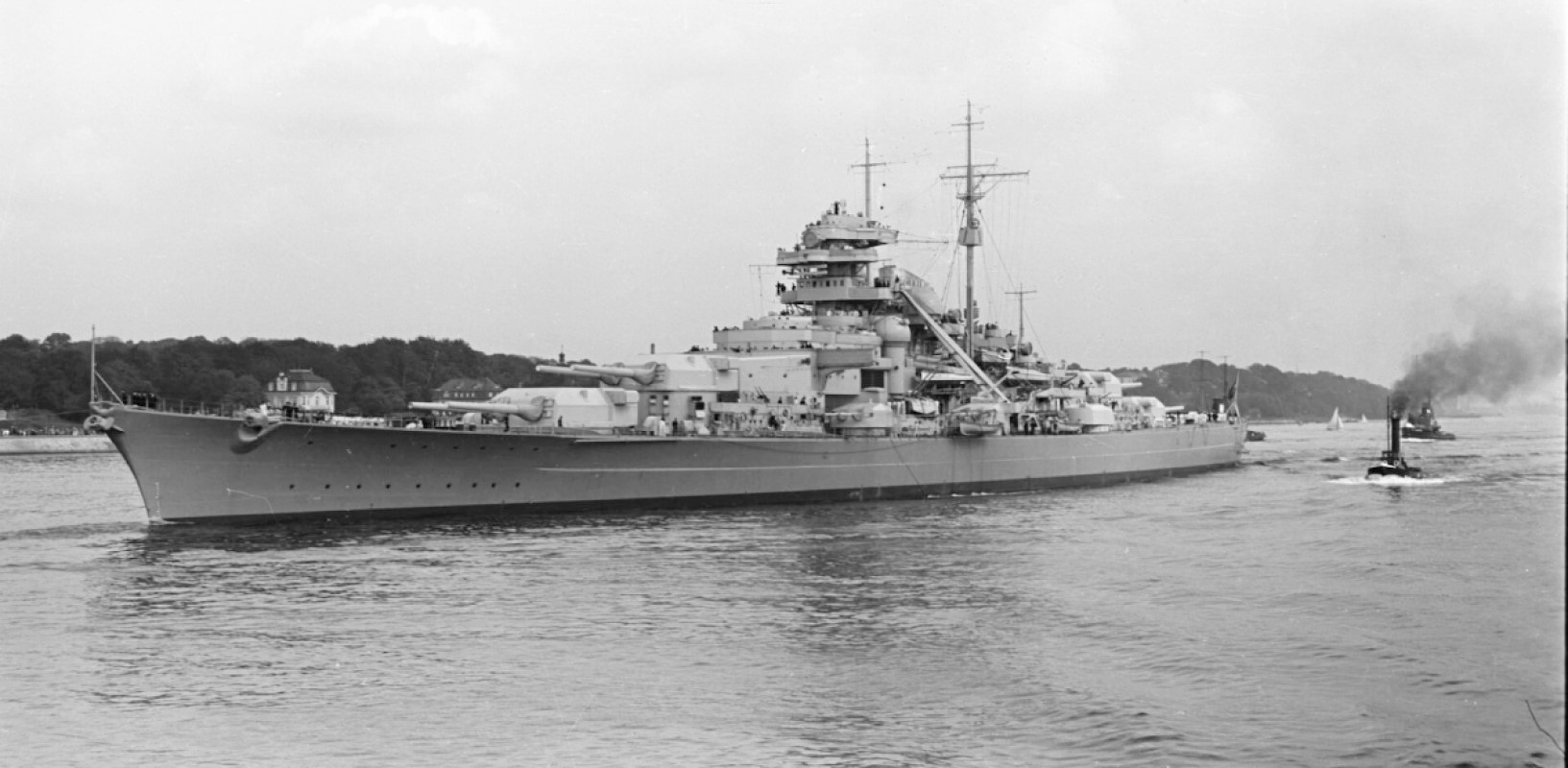
1941: Vasul german Bismarck este scufundat în Atlanticul de Nord cu 2.300 de oameni la bord.

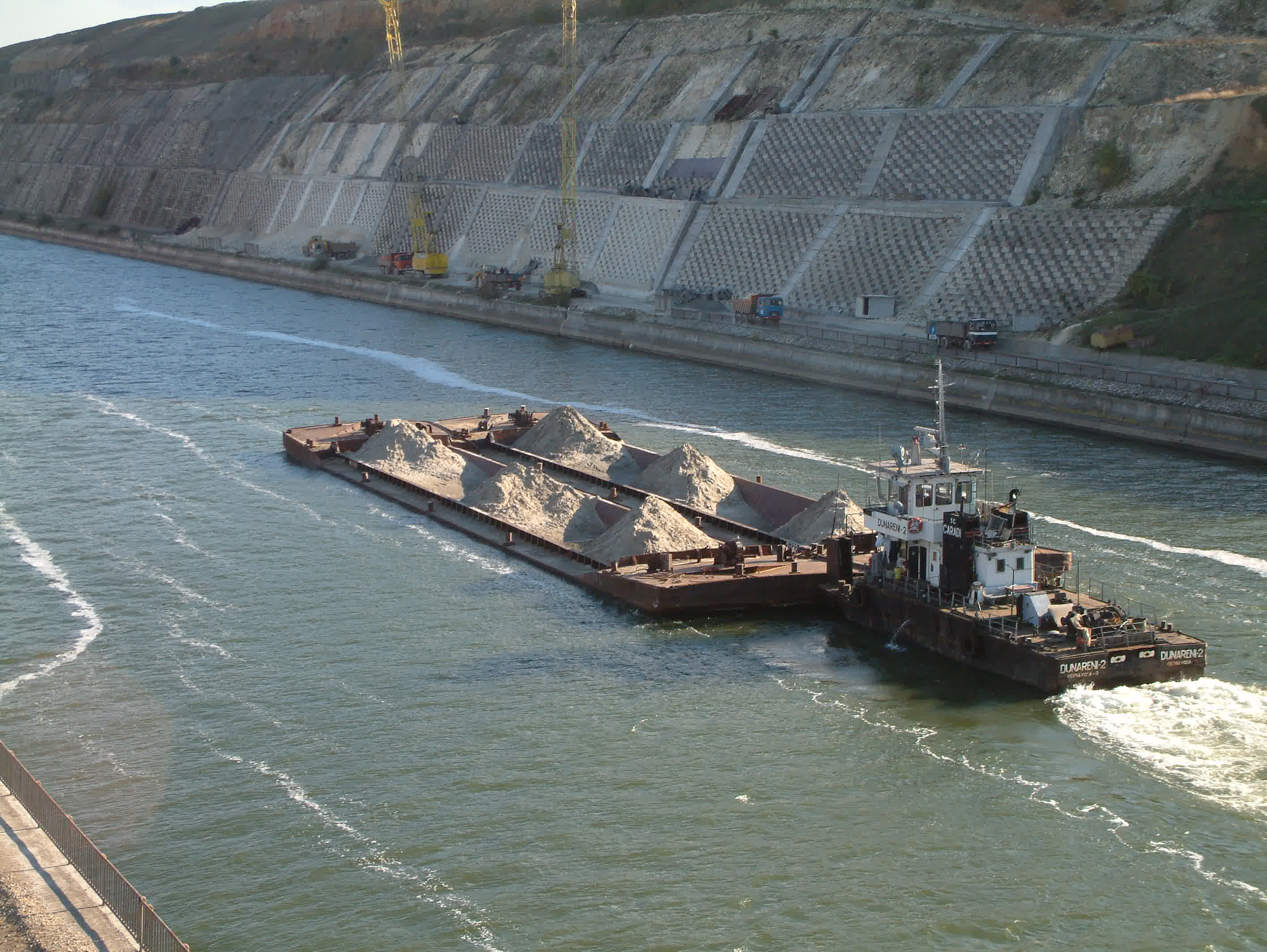
1984: Inaugurarea oficială a Canalului Dunăre–Marea Neagră, considerat al treilea canal de navigație, ca importantă, după Suez și Canalul Panama; lucrările de construcție au început în 1973.

- 1199: Ioan este încoronat rege al Angliei.
- 1600: Mihai Viteazul devine „domn al Țării Românești și al Ardealului și a toată Țara Moldovei", realizând prima unire politică a celor trei țări române.
- 1703: Țarul Petru cel Mare a fondat orașul Sankt Petersburg.
- 1799: Războiul celei de a Doua Coaliții: forțele austriece îi înfrâng pe francezi la Winterthur, Elveția.
- 1860: În cadrul Expediției celor O Mie, Giuseppe Garibaldi și Cămășile Roșii au început asaltul asupra orașului Palermo.
- 1867: Franz Joseph I, împăratul Austriei (1848-1916), s-a încoronat și rege al Ungariei (1867-1916) și a aprobat Legea privind încorporarea Transilvaniei la Ungaria.
- 1879: Membrii Academiei au fost primiți la Palatul Cotroceni de către domnitorul Carol I. Drept recunoștință pentru sprijinirea culturii (din inițiativa și pe cheltuiala sa, Academia Română a început publicarea lucrării lui Hașdeu „Etymologicum Magnum Romaniae"), suveranul a fost ales președinte de onoare al Academiei Române.
- 1883: Alexandru al III-lea este încoronat țar al Rusiei.
- 1905: Războiul Ruso-Japonez: Începe Bătălia din Strâmtoarea Tsushima.
- 1917: Sosesc la Iași primele două batalioane ale Corpului de Voluntari Transilvăneni, pentru a lupta alături de armata refăcută.[4]
- 1922: La Chișinău, Regatul României, s-a desfășurat ședința festivă de constituire a secției regionale a Societății Române de Geografie.[4]
- 1930: La New York, se deschide publicului Clădirea Chrysler înaltă de 319 metri, cea mai înaltă structură creată de om la acea vreme.
- 1931: Omul de știință elvețian Auguste Piccard și asistentul său, Paul Kipfer, au decolat din Augsburg, Germania, într-un balon cu hidrogen,[1] și au atins o altitudine record de 15.781 metri. În timpul acestui zbor, ei au devenit primele ființe umane care au pătruns în stratosferă[2] și au reușit să adune date substanțiale despre atmosfera superioară, precum și să măsoare razele cosmice.[3]
- 1933: The Walt Disney Company lansează desenul animat "Three Little Pigs" cu hit-ul său, "Who's Afraid of the Big Bad Wolf?"
- 1936: Nava de pasageri Queen Mary a plecat în primul ei voiaj, spre Franța.
- 1937: A fost inaugurat Podul Golden Gate, la acea vreme fiind podul suspendat cu cea mai mare distanță între stâlpii de susținere din lume.
- 1938: Conducătorul Mișcării Legionare, Corneliu Zelea Codreanu, este condamnat la 10 ani de muncă silnică. El nu va mai părăsi practic niciodată inchisoarea.
- 1940: Al Doilea Război Mondial: Gruparea de trupe aliate, izolate de ofensiva germană, a desfășurat operații de retragere și evacuare, prin portul Dunkerque.
- 1940: Acord economic româno–german (Olwaffen Pakt, „pactul petrolului”), care adâncește dependența față de Germania Nazistă a economiei naționale. România renunță astfel la declarația de neutralitate din 7 septembrie 1939.
- 1940: În masacrul de la Le Paradis, din nordul Franței, 97 de prizonieri de război britanici sunt executați de germani.
- 1941: Al Doilea Război Mondial: Vasul german Bismarck este scufundat în Atlanticul de Nord cu 2.300 de oameni la bord.
- 1942: În timpul celui de-Al Doilea Război Mondial, rezistența cehă din Praga ocupată de naziști l-a asasinat (Operațiunea Anthropoid) pe Reinhard Heydrich, șeful RSHA și Protectorul Boemiei și Moraviei.
- 1946: Guvernele SUA și Marii Britanii au adresat o notă guvernului român, semnată de reprezentanții lor la București, Burton Y Berry, respectiv Adrian Holman, în care se protestează împotriva încălcării democrației. Cele doua guverne atrag atenția asupra abuzurilor, a încălcării libertaților și frecvenței violenței și sunt nemulțumite de nepromulgarea legii electorale și de restrângerea libertății de exprimare.
- 1948: Printr-un decret al guvernului Petru Groza, bunurile fostei case regale treceau în proprietatea statului.
- 1963: Bob Dylan lansează albumul The Freewheelin' Bob Dylan.
- 1970: O expediție britanică a excaladat pentru prima dată partea sudică a vârfului Annapurna I (8.091 m.), unul dintre vârfurile masivului Annapurna din Himalaya, la 20 de ani după prima ascensiune a vârfului de către o expediței franceză.
- 1971: Are loc dezastrul feroviar de la Dahlerau, Germania de Vest, unde 46 de oameni, printre care 41 de elevi, și-au pierdut viața în urma unei coliziuni între un marfar și un șinobuz.
- 1974: Valéry Giscard d'Estaing devine președinte al Franței; Jacques Chirac prim-ministru.
- 1975: La Dibbles Bridge, în Yorkshire-ul de Nord, un autocar se răstoarnă și cade într-un râu, iar în urma acestui accident, 32 de oameni și-au pierdut viața.
- 1984: Inaugurarea oficială a Canalului Dunăre-Marea Neagră, considerat al treilea canal de navigație, ca importantă, după Suez și Canalul Panama; lucrările de construcție au început în 1973.
- 1984: A fost resfințită Biserica Neagră din Brașov, în urma lucrărilor de restaurare începute în anul 1970.
- 1994: Rusia: Revine în țară, după un exil de 20 de ani, Aleksandr Soljenițîn, scriitor, laureat al Premiului Nobel pentru Literatură, pe anul 1970.
- 1995: A fost constituită Academia de Poliție „Ștefan cel Mare" a Ministerului Afacerilor Interne a Republicii Moldova.
- 1995: La Culpeper, Virginia, actorul american Christopher Reeve este paralizat de la gât în jos după ce a căzut de pe cal la un concurs de echitație.
- 1996: Primul Război Cecen: Președintele rus Boris Elțin se întâlnește pentru prima dată cu rebelii ceceni și negociază o încetare a focului.
- 1997: Semnarea de către NATO și Rusia a Actului fondator al relațiilor bilaterale, deschizându-se calea extinderii NATO.
- 1999: Tribunalul Penal Internațional pentru fosta Iugoslavie de la Haga, Olanda acuză pe Slobodan Milošević de crime de război și crime împotriva umanității comise în Kosovo.
- 2004: NASA a anunțat descoperirea unei noi planete, cea mai tânără dintre cele identificate până în prezent, având mai puțin de un milion de ani.
- 2004: Orașele Sibiu și Luxemburg au fost desemnate drept „capitale europene ale culturii" pentru anul 2007, de către miniștrii pentru educație, tineret și cultură din cele 25 de state membre UE întruniți la Bruxelles.
- 2019: Liderul PSD, Liviu Dragnea, a fost condamnat definitiv de Înalta Curte de Casație și Justiție la 3 ani și 6 luni de închisoare pentru instigare la abuz în serviciu în dosarul angajărilor fictive de la DGASPC Teleorman.[5]

## Nașteri
- 1626: Wilhelm al II-lea, Prinț de Orania (d. 1650)
- 1639: Laura Martinozzi, ducesă de Modena, nepoată a Cardinalului Mazarin (d. 1687)
- 1652: Elisabeth Charlotte, Prințesă a Palatinatului (d. 1722)
- 1756: Maximilian I al Bavariei (d. 1825)
- 1794: Cornelius Vanderbilt, industriaș, filantrop american (d. 1825)
- 1820: Mathilde Bonaparte, fiica fratelui lui Napoleon I (d. 1904)
- 1843: Prințul Paul de Thurn și Taxis (d. 1879)
- 1860: Gonzalo Bilbao, pictor spaniol (d. 1938)

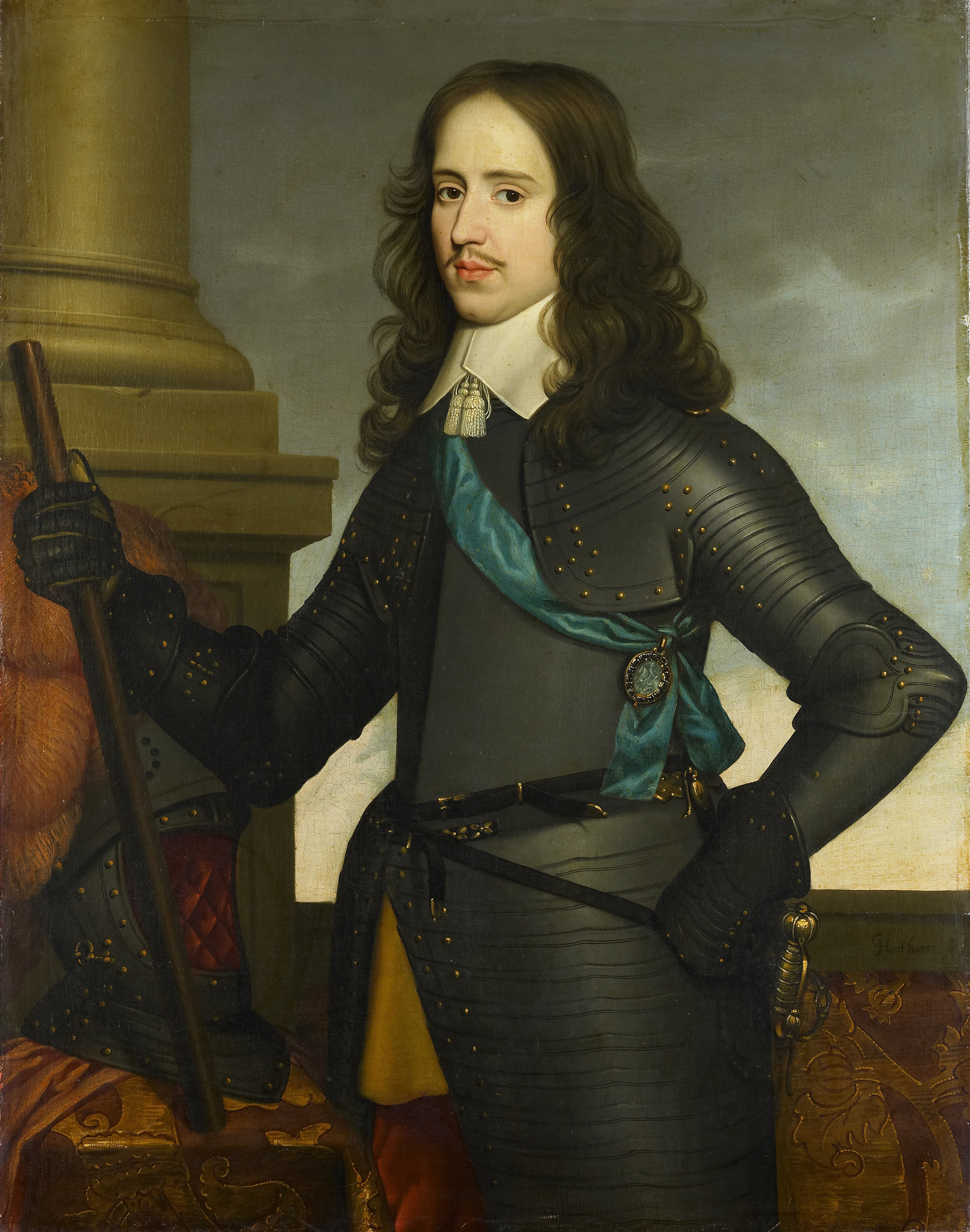
Wilhelm al II-lea, Prinț de Orania
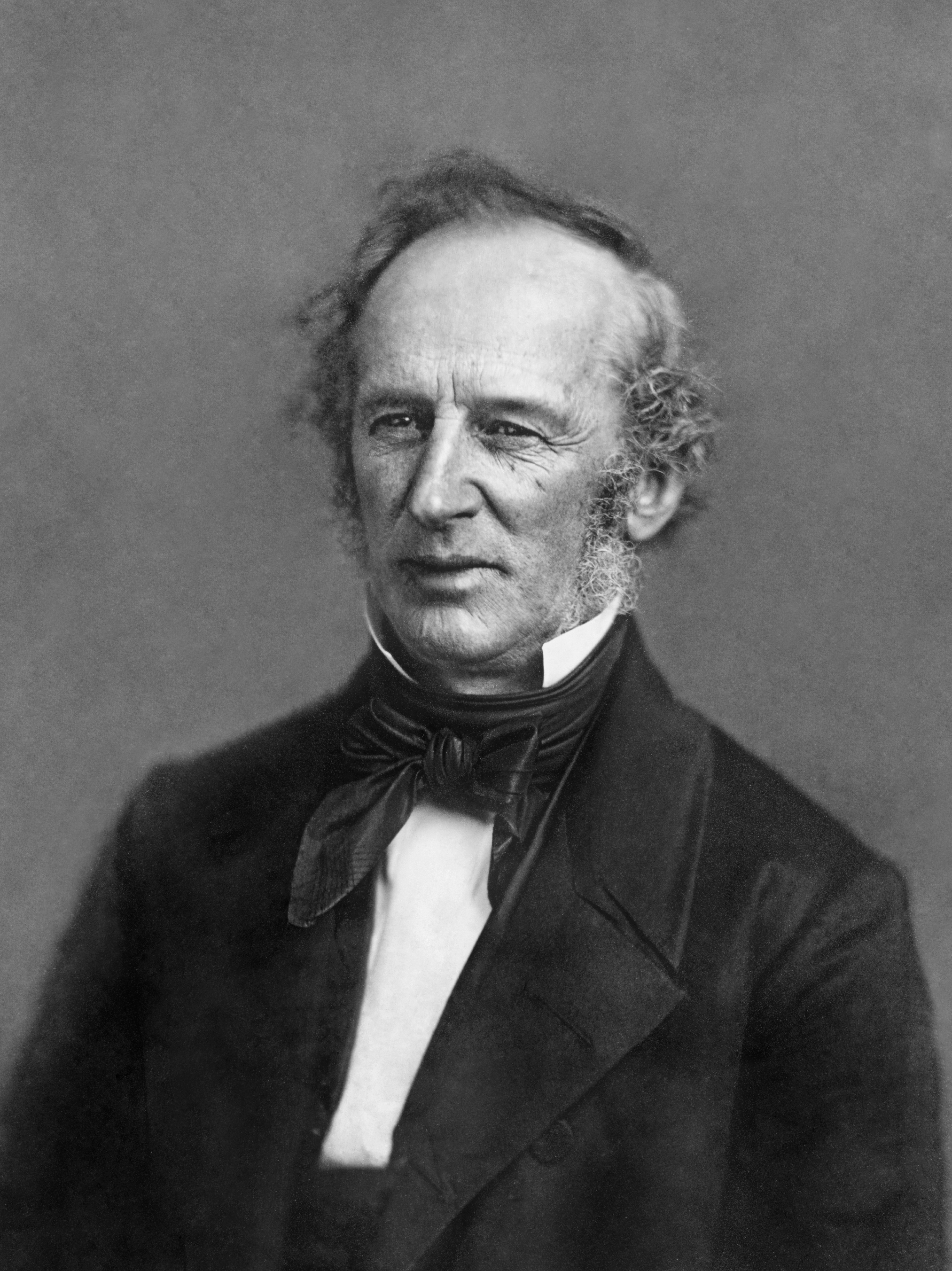
Cornelius Vanderbilt, industriaș, filantrop american
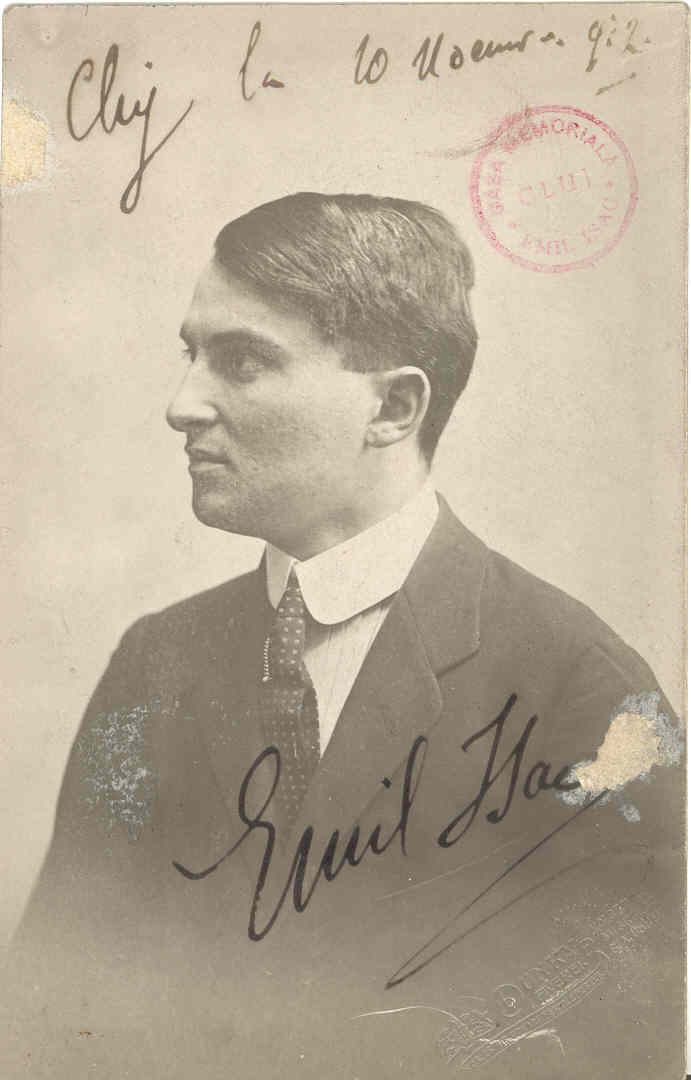
Emil Isac, poet simbolist român

- 1862: Alexandru Voevidca, folclorist și muzicolog român (d. 1931)
- 1867: Arnold Bennett, scriitor britanic (d. 1931)
- 1883: Andor Adorján, scriitor, traducător și jurnalist maghiar (d. 1966)
- 1884: Max Brod, autor austriac (d. 1968)
- 1886: Emil Isac, poet simbolist român (d. 1954)
- 1894: Louis–Ferdinand Céline, scriitor francez (d. 1961)
- 1897: John Douglas Cockcroft, fizician britanic, laureat Nobel (d. 1967)
- 1907: Rachel Carson, biologă, zoologă și jurnalistă americană (d. 1964)
- 1913: José Vela Zanetti, pictor spaniol (d. 1999)
- 1918: Yasuhiro Nakasone, prim-ministru al Japoniei (d. 2019)
- 1922: Christopher Lee, actor, muzician și regizor britanic (d. 2015)

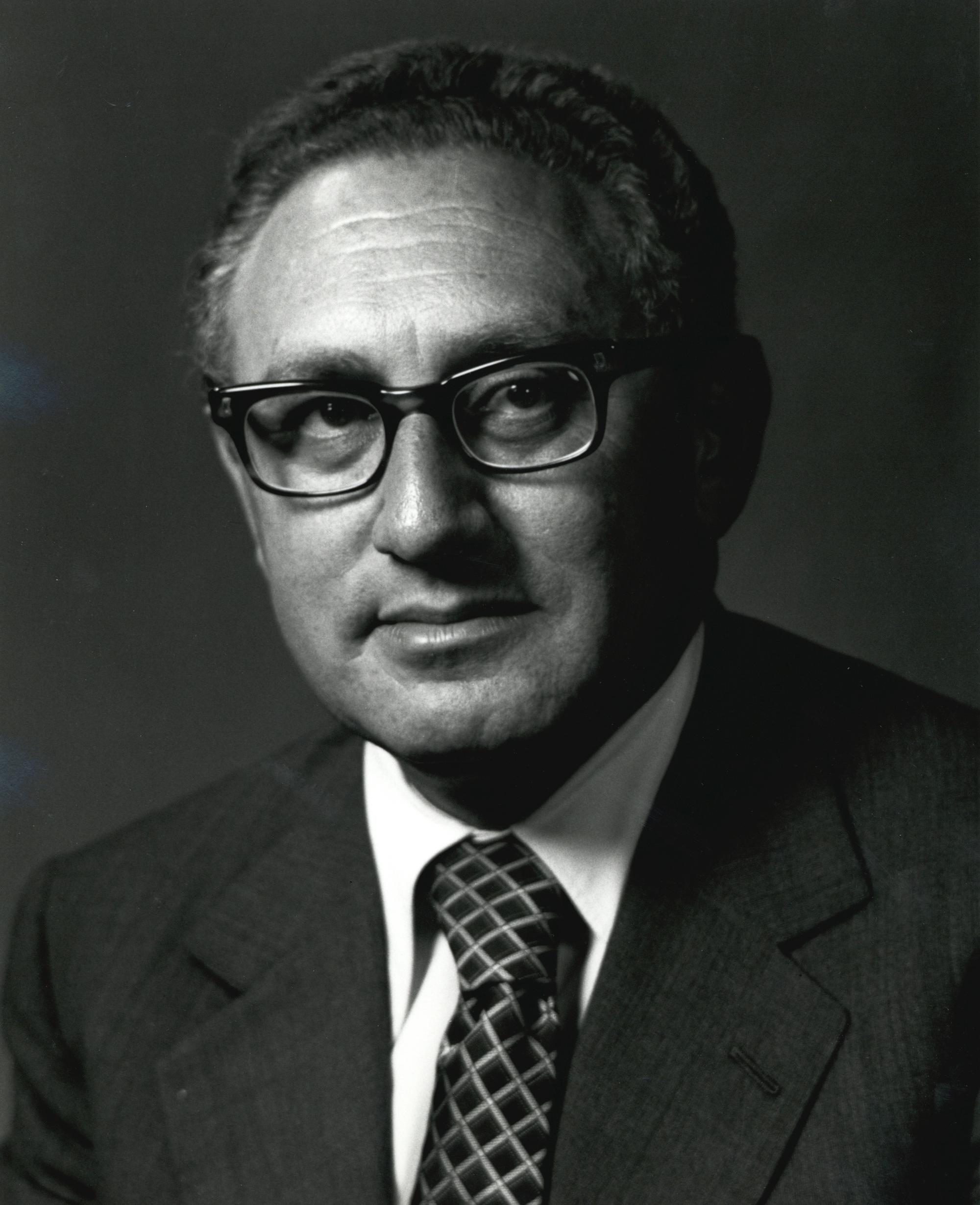
Henry Kissinger, diplomat american, laureat Nobel
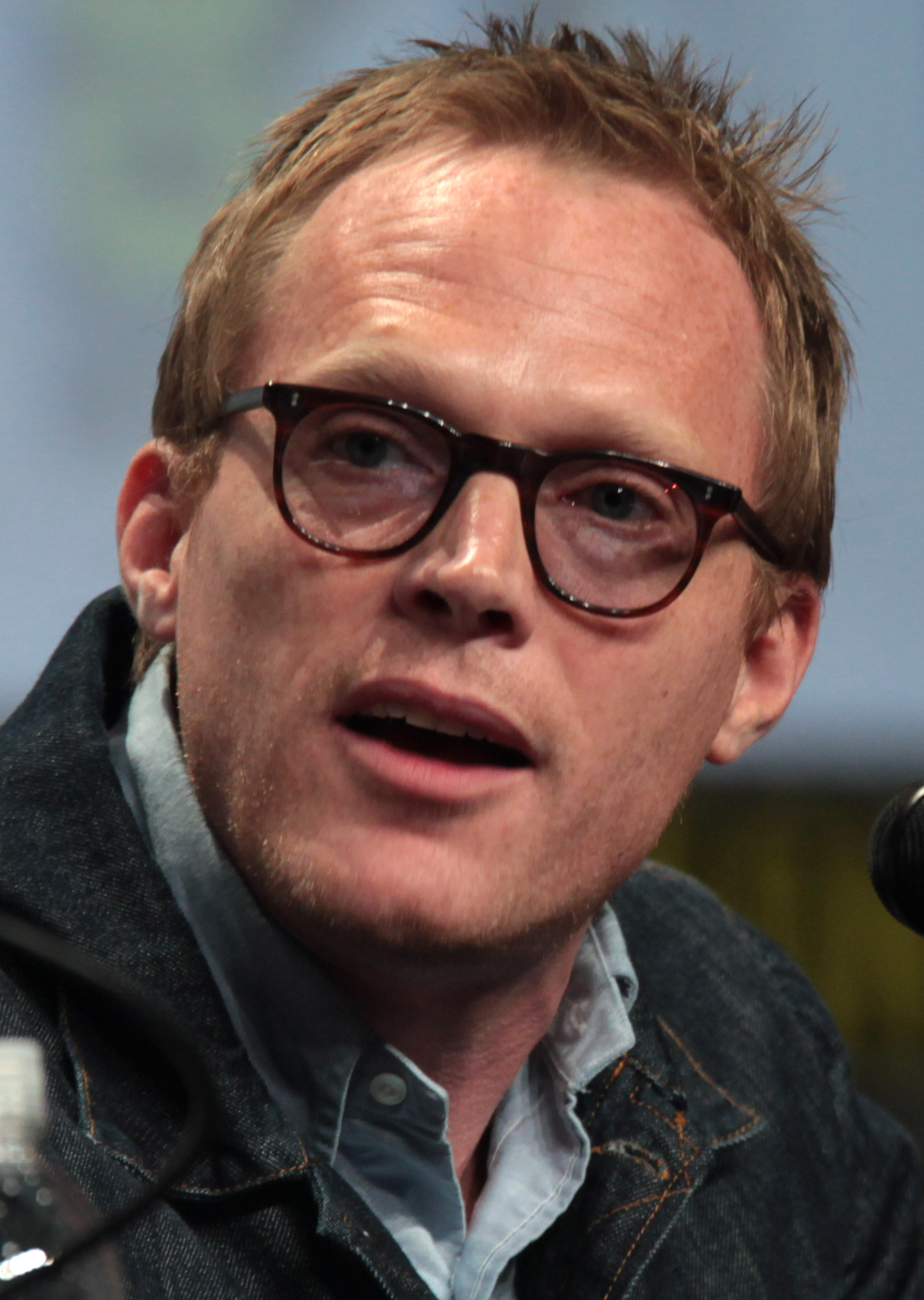
Paul Bettany, actor englez
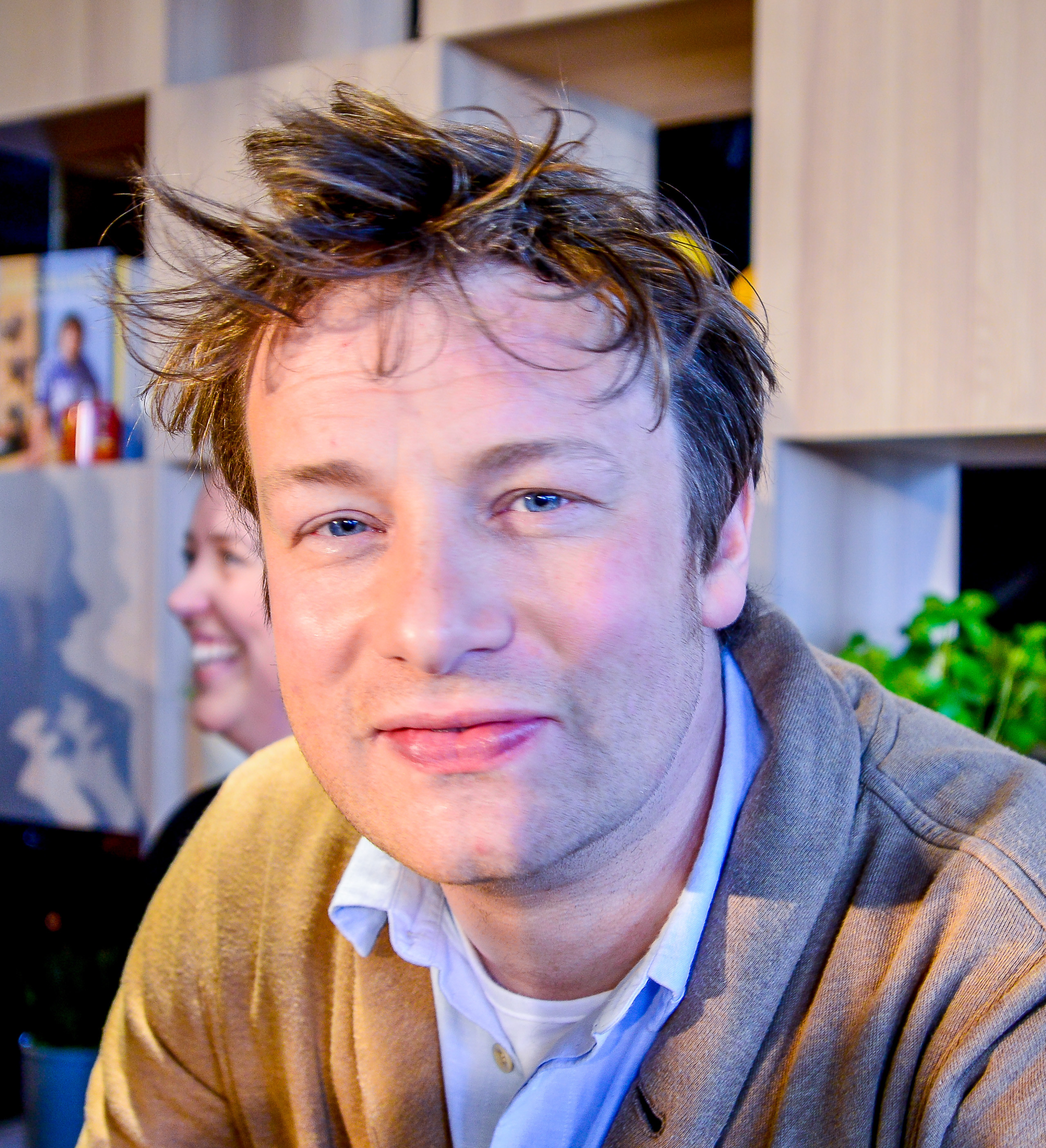
Jamie Oliver, bucătar britanic

- 1923: Henry Kissinger, diplomat american, laureat al Premiului Nobel (d. 2023)
- 1928: Ticu Dumitrescu, politician român (d. 2008)
- 1930: John Barth, eseist, nuvelist, scriitor și pedagog american
- 1934: Harlan Ellison, scriitor american (d. 2018)
- 1939: Ion Niculiță, istoric (d. 2022)
- 1947: Liana Alexandra, compozitoare și pianistă română (d. 2011)
- 1948: Daniel Ionescu, politician român
- 1956: Șerban Marinescu, regizor român
- 1956: Giuseppe Tornatore, regizor italian
- 1965: Grațiela Iordache, politician român
- 1971: Paul Bettany, actor englez
- 1974: Medeea Marinescu, actriță română
- 1975: Jamie Oliver, bucătar britanic
- 1980: Bogdan Barbu, pilot de raliuri român
- 1985: Francesca Boscarelli, scrimeră italiană
- 1989: Doru Bratu, jucător de fotbal român
- 1990: Sergiu Arnăutu, fotbalist român
- 1990: Alexia Țalavutis, actriță și cântăreață română
- 2003: Alexia Aștelian, cântăreață română

## Decese
- 0366: Procopius, uzurpator al împăratului roman Valens (n. 326)
- 0927: Simeon I al Bulgariei (n. 865)
- 1508: Ludovico Sforza, conducător italian, Duce de Milano (n. 1452)
- 1525: Thomas Müntzer, lider rebel german (n. c. 1488)
- 1564: Jean Calvin, reformator religios francez (n. 1509)
- 1707: Francoise Athénaïs, Marchiză de Montespan, metresa regelui Ludovic al XIV-lea al Franței (n. 1640)
- 1775: Louise Élisabeth de Bourbon, Prințesă Conti (n. 1693)
- 1797: François-Noël Babeuf, revoluționar francez (n. 1760)
- 1803: Louis al Etruriei, primul rege al Etruriei (n. 1773)
- 1821: Tudor Vladimirescu, lider revoluționar român (n. 1780)

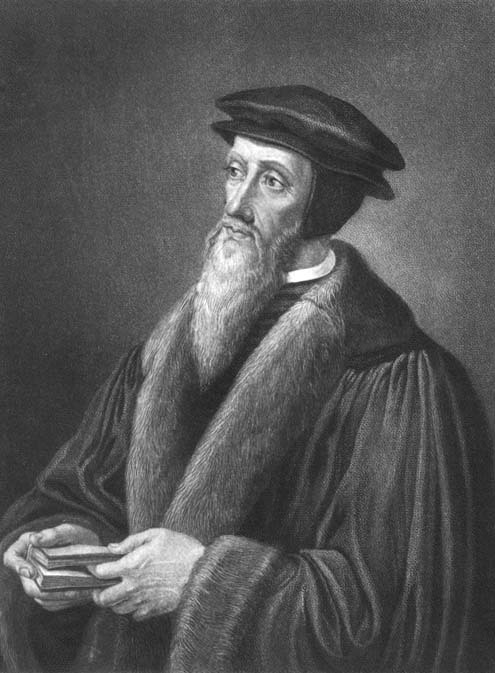
Jean Calvin, reformator religios francez
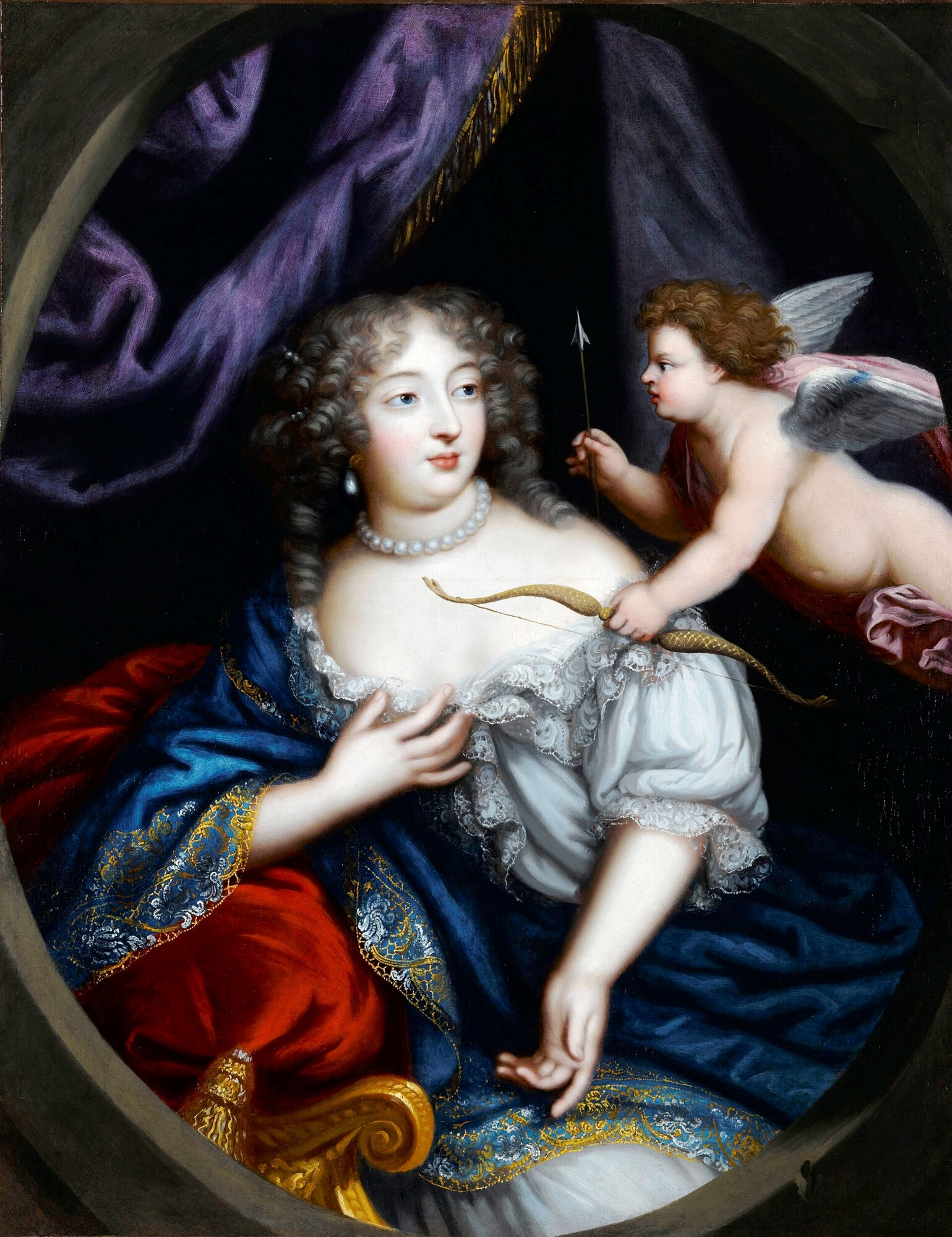
Madame de Montespan, metresa regelui Ludovic al XIV-lea al Franței
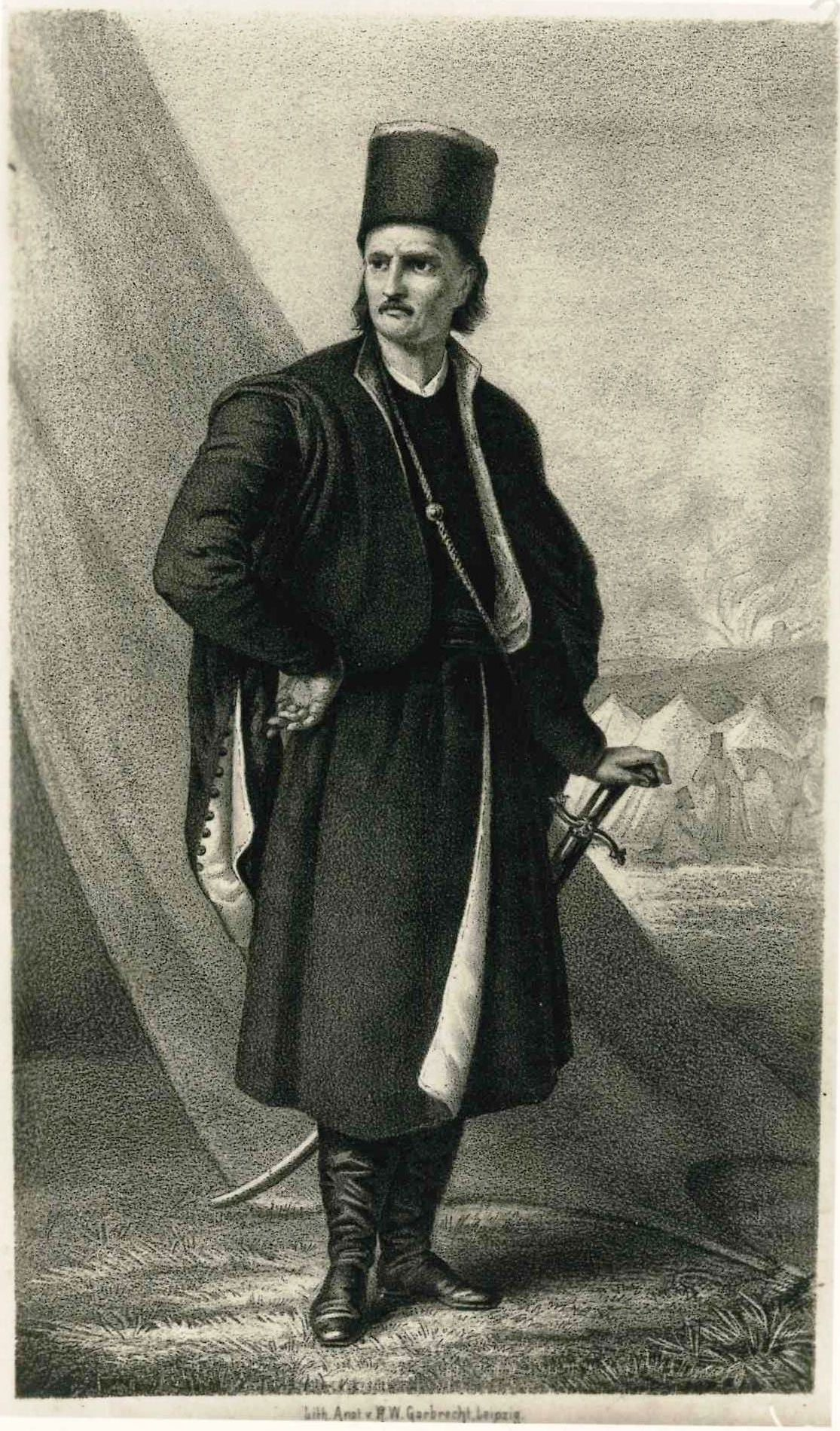
Tudor Vladimirescu, lider revoluționar român

- 1822: August de Saxa-Gotha-Altenburg, duce de Saxa-Gotha-Altenburg  (n. 1772)
- 1840: Niccolo Paganini, violonist și compozitor italian (n. 1782)
- 1848: Prințesa Sofia a Regatului Unit, membră a familiei regale britanice (n. 1777)
- 1884: Dimitrie I. Berindei, politician român (n. 1831)
- 1910: Robert Koch, biolog german, laureat al Premiului Nobel (n. 1843)
- 1939: Joseph Roth, scriitor austriac (n. 1894)
- 1958: Anton Davidoglu, matematician român (n. 1876)
- 1964: Jawaharlal Nehru, om politic indian (n. 1889)
- 1972: Vasile Grecu, filolog român (n. 1885)
- 1973: Constantin Daicoviciu, istoric și arheolog român (n. 1898)
- 1978: Vintilă Mihăilescu, geograf român (n. 1890)
- 1987: John Howard Northrop, chimist american, laureat Nobel (n. 1891)
- 1988: Ernst Ruska, inginer și fizician german, laureat al Premiului Nobel  (n. 1906)
- 2001: Corneliu Buzinschi, scriitor român (n. 1937)
- 2005: Liviu Tudan, solist și basist român (n. 1947)
- 2022: Michael Sela, imunolog israelian (n. 1924)
- 2022: Angelo Sodano, prelat al Sfântului Scaun, Secretar de Stat al Sfântului Scaun (1991–2006), (n. 1927)
- 2024: Ștefan Birtalan, handbalist român (n. 1948)

## Sărbători

### Calendarul creștin ortodox
- Sf. Mc. Iuliu Veteranul
- Sf. Sfințiți Mc. Eladie și Terapont, episcopul Sardei
- Sf. Mărturisitor Ioan Rusul

### Calendarul greco-catolic
- Sf. Iuliu Veteranul; Sf. M. Terapont și Eladie; Sf. Augustin de Canterbury

### Calendarul romano-catolic
- Sf. Augustin de Canterbury

### Sărbători laice
- Ziua Mondială a Comunicațiilor Sociale (marcată la inițiativă Vaticanului)
- România: Ziua națională a psihologului
- Rusia: Ziua Eliberării
- Nicaragua: Ziua Armatei
- Nigeria: Ziua Copiilor
- Turcia: Ziua Libertății și Constituției (1960, 1961)